# Tarumizu (Kagošima)

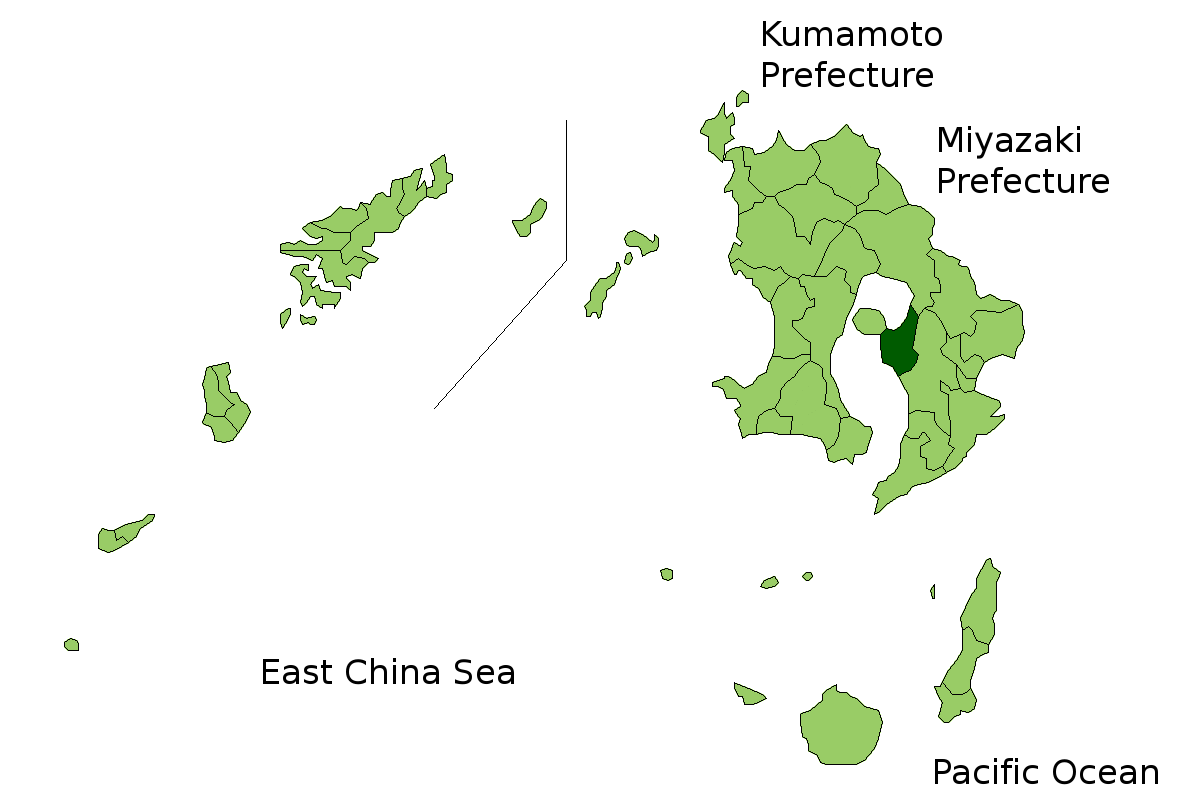
Poloha města Tarumizu na mapě prefektury Kagošima

Tarumizu (japonsky 垂水市; Tarumizu-ši) je město ležící v japonské prefektuře Kagošima.
Město vzniklo 1. října 1958.
K 1. listopadu 2006 mělo město 18 502 obyvatel. Jeho celková rozloha je 161,86 km².